# Serguéi Li
Serguéi Vladímirovich Li (en ruso: Сергей Владимирович Ли; Frunze, URSS, 5 de agosto de 1962) es un deportista soviético que compitió en halterofilia.
Ganó dos medallas de plata en el Campeonato Mundial de Halterofilia, en los años 1987 y 1990, y dos medallas en el Campeonato Europeo de Halterofilia, plata en 1988 y bronce en 1988.

## Palmarés internacional
| Campeonato Mundial | Campeonato Mundial       | Campeonato Mundial | Campeonato Mundial |
| Año                | Lugar                    | Medalla            | Categoría          |
| ------------------ | ------------------------ | ------------------ | ------------------ |
| 1987               | Ostrava (Checoslovaquia) | Medalla de plata   | 82,5 kg            |
| 1990               | Budapest (Hungría)       | Medalla de plata   | 82,5 kg            |
| Campeonato Europeo |                          |                    |                    |
| Año                | Lugar                    | Medalla            | Categoría          |
| 1985               | Katowice (Polonia)       | Medalla de bronce  | 75 kg              |
| 1988               | Cardiff (Reino Unido)    | Medalla de plata   | 82,5 kg            |